# Bandera de las Azores
La bandera de la Región Autónoma de las Azores está regulada por el Decreto Regional número 4/79/A, de 10 de abril de 1979, desarrollado por el Decreto Regional número 13/79/A, de 18 de mayo de 1979.
Consiste en un paño de forma rectangular dividido en dos franjas verticales, de color azul y más estrecha la más próxima al lado del asta y de color blanco la más alejada. Estos colores son los mismos que tuvo la bandera de la Monarquía liberal portuguesa.
Sobre las dos franjas aparece representado un azor, el ave del que toma su nombre este archipiélago, y nueve estrellas de cinco puntas que simbolizan a cada una de las nueve islas. 
En el cantón superior del lado del mástil figura el blasón del escudo nacional de Portugal.
- Datos: Q629857
- Multimedia: Flags of the Azores / Q629857